# Paul von Kotzebue
Paul Demetrius von Kotzebue (ros. Павел Евстафиевич Коцебу, Pawieł Jewstafjewicz Kocebu), pol. Paweł Kotzebue (ur. 22 sierpnia 1801 w Petersburgu, zm. 1 maja 1884 w Rewlu) – generał, hrabia, rosyjski wojskowy, urzędnik administracji carskiej. W latach 1862–1873 generał-gubernator noworosyjsko-besarabski, od 1863 roku członek Rady Państwa Imperium Rosyjskiego. W latach 1874–1880 pierwszy generał-gubernator warszawski.

## Życiorys
Urodził się w Petersburgu jako syn niemieckiego pisarza i dramaturga Augusta von Kotzebuego, który w 1780 r. wstąpił do służby dyplomacji rosyjskiej i był między innymi długoletnim konsulem rosyjskim w Królewcu.
W 1818 r. rozpoczął naukę w gimnazjum w Petersburgu, po czym podjął studia w szkole wojskowej w Moskwie. Jego starszym przyrodnim bratem był podróżnik i odkrywca Otto von Kotzebue.

## Kariera wojskowa
Służbę wojskową rozpoczął w 1821 r., wstępując do armii Imperium Rosyjskiego w stopniu porucznika. W latach 1821–1828 został odkomenderowany do korpusu wojsk gen. Aleksieja Jermołowa z którym tłumił powstanie górali kaukaskich, gdzie zdobył doświadczenie w dowodzeniu wojskami i po pięciu latach szybko awansował na stopień majora.
W 1831 r. został przeniesiony do armii feldmarszałka Iwana Paskiewicza i brał udział w ostatniej fazie wojny polsko-rosyjskiej, w której znacząco odznaczył się podczas szturmu Warszawy 6 i 7 września, za co został uhonorowany przez cesarza Bronią Złotą „Za Waleczność” i stopniem pułkownika. Po zakończeniu tej kampanii, powrócił na Kaukaz, gdzie w 1837 r. został szefem sztabu korpusu.
W 1843 r. ponownie znalazł się w Królestwie Polskim, mianowanym na generalnego kwatermistrza stacjonującej tu Armii Czynnej, by cztery lata później awansować do stopnia generała lejtnanta. Do służby liniowej powrócił podczas wojny krymskiej, gdzie dowodził korpusem armii walczącej z wojskami tureckimi nad Dunajem. Wsławił się wówczas zajęciem Sylistrii, za co otrzymał stanowisko szefa sztabu Armii Południowej.

## Służba administracyjna
Do służby cywilnej przeszedł w 1862 r., a w grudniu tego roku mianowano go generał-gubernatorem noworosyjsko-besarabskim. Dał się tu poznać jako dobry administrator, gorący zwolennik rozwoju kolei i rozbudowy portu w Odessie. Za zasługi w 1863 r. został mianowany członkiem Rady Państwa. Urząd ten pełnił do 1873 r., kiedy to po śmierci generała Fiodora F. Berga w 1874 r. – ostatniego Namiestnika Królestwa Polskiego – Kotzebue został mianowany generał-gubernatorem warszawskim.
W okresie sześciu lat sprawowania urzędu, Kotzebue kontynuował politykę rusyfikacyjną i unifikacyjną Berga w Królestwie Polskim. Kotzebue był wykonawcą postanowionej w 1875 r. likwidacji chełmskiej diecezji greckounickiej i przymusowego narzucenia prawosławia wiernym tego obrządku. Opór unitów i części kleru parafialnego na Podlasiu złamano wówczas brutalnymi metodami administracyjno-policyjnymi, nie wahając się użyć pacyfikacyjnych oddziałów Kozaków.
Na jego wniosek w 1875 r. na stanowisko prezydenta Warszawy został powołany Sokrates Starynkiewicz. W 1876 r. Kotzebue nadzorował wprowadzenie w Królestwie wzorowanej na rosyjskiej organizacji sądownictwa i rosyjskich sądów wojennych. Ze względu na planowaną przez Aleksandra II liberalizację polityki wobec Królestwa, w dniu 30 maja 1880 r. Kotzebue otrzymał dymisję z zajmowanego stanowiska i został przeniesiony w stan spoczynku.
Współcześni pamiętnikarze oceniali go negatywnie, widząc w nim kontynuatora polityki represji wobec społeczeństwa Królestwa Polskiego. Zgodnie jednak przyznawali, że Kotzebue przez cały okres swego urzędowania starał się przestrzegać obowiązujących praw i twardą ręką likwidował samowolę podległej mu biurokracji. Postrzegano go raczej jako Niemca-ewangelika na służbie rosyjskiej, posłusznie i ściśle wykonującego polecenia władz zwierzchnich, niż jako inicjatora kolejnych represji wobec Królestwa Polskiego.
Zmarł 1 maja 1884 w Rewlu, obecnie Tallinn.

## Odznaczenia
Był odznaczony Orderem Świętego Andrzeja Apostoła Pierwszego Powołania, Orderem Świętego Jerzego III i IV klasy, Orderem Świętego Włodzimierza III i IV klasy, Orderem Świętej Anny II klasy, Orderem Świętego Stanisława I klasy oraz Bronią Złotą „Za Waleczność”.